# Krumë
Krumë è una frazione del comune di Has in Albania (prefettura di Kukës).
Fino alla riforma amministrativa del 2015 era comune autonomo. Dopo la riforma è stato accorpato, insieme agli ex-comuni di Fajza, Gjinaj e Golaj a costituire la municipalità di Has.

## Località
Il comune era formato dall'insieme delle seguenti località:
- Krume
- Gajrep
- Cahan
- Mujaj
- Zahrisht
- Plani Pate